# Штыкан, Лидия Петровна
Лидия Петровна Штыка́н (26 июня 1922, Петроград, РСФСР — 11 июня 1982, Пермь, СССР) — советская актриса театра и кино; народная артистка РСФСР (1967). Одна из самых ярких артисток театрального Ленинграда 1950—1970-х годов.

## Биография
Родилась 26 июня 1922 года в Петрограде. В годы Великой Отечественной войны была медсестрой на фронте.
Окончила Ленинградский театральный институт имени А. Н. Островского в 1948 году, куда была зачислена ещё до войны, в 1940 году. Педагогами Л. П. Штыкан были Н. Е. Серебряков и В. В. Меркурьев. Актёрскую деятельность начала ещё студенткой театрального института на сцене БДТ имени М. Горького. Всю жизнь состояла в труппе ЛАТД имени А. С. Пушкина.
Актриса сложного драматического темперамента и тонкой сценической формы, Штыкан великолепно владела нюансами настроений, любила заострять сценические линии образов. Одной из удач стало исполнение роли Бланш в спектакле Л. С. Вивьена и А. Н. Даусона «Игрок» в 1956 году. Играла в спектаклях Р. Р. Сусловича «Двенадцатый час» (1959), Л. С. Вивьена и В. В. Эренберга «Друзья и годы» (1961).
Умерла 11 июня 1982 года на 60-м году жизни во время гастролей театра в Перми. Похоронена в посёлке Комарово.

## Награды
- народная артистка РСФСР (1967)
- заслуженная артистка РСФСР (1958)
- медаль «За оборону Ленинграда» (03.07.1943), серия и № уд. О 29351[1]
- медаль «В память 250-летия Ленинграда» (1957)

## Творчество

#### Ленинградский академический театр драмы им. А. С. Пушкина
- 1948 — «Коварство и любовь» Ф. Шиллера — Луиза Миллер
- 1948 — «Школа злословия» Р. Б. Шеридана — леди Тизл
- 1949 — «Борис Годунов» А. С. Пушкина — Марина Мнишек
- 1951 — «Двенадцатая ночь» Шекспира — Оливия
- 1952 — «Пигмалион» Б. Шоу — Элиза Дулитл
- 1954 — «Годы странствий» А. Н. Арбузова — Люся Ведерникова
- 1956 — «Игрок» Ф. М. Достоевского — Бланш Дюбуа
- 1959 — «Смерть коммивояжёра» А. Миллера — мисс Форсайт
- 1960 — «Изюминка на солнце» Л. Хэнсберри — Бенита Янгер
- 1961 — «Потерянный сын» А. Н. Арбузова — Черёмушкина Анна Трофимовна
- 1961 — «Друзья и годы» Л. Г. Зорина — Надежда
- 1963 — «Перед заходом солнца» Г. Гауптмана — Беттина
- 1965 — «Скандальное происшествие с мистером Кэттлом и миссис Мун» Дж. Б. Пристли — Делия Мун
- 1968 — «Жизнь Сент-Экзюпери» Л. А. Малюгина — графиня Шаховская
- 1970 — «Мария» А. Д. Салынского — Елена Федотовна
- 1974 — «Похождения Чичикова, или Мёртвые души» по Н. В. Гоголю — Коробочка
- 1976 — «Дети солнца» М. Горького — Антоновна
- 1978 — «Аэропорт» А. Хейли — Ада Квонсетт
- 1978 — «Иванов» А. П. Чехова — Авдотья Назаровна
- 1978 — «Плоды просвещения» Л. Н. Толстого. Режиссёр В. Голиков — Толстая барыня

### Фильмография
- Жила-была девочка (1944) — Тоня Ватрушкина, почтальон
- Мусоргский (1950) — Александра Пургольд
- Мы с вами где-то встречались (1954) — телеграфистка на почте
- Дорогой мой человек (1958) — Люба, сестра Веры, врач
- В городе С. (1967) — Вера Иосифовна Туркина
- Происшествие, которого никто не заметил (1967) — Нина Сергеевна, кассир
- Зелёная карета (1967) — Александра Егоровна Асенкова, мать Вари, русская актриса
- Бешеные деньги (1968), телеспектакль — Чебоксарова Надежда Антоновна
- Мама вышла замуж (1969) — продавец в кафе
- Холодно — горячо (1971) — Елизавета Алексеевна, мать Веры
- Царевич Проша (1974) — придворная дама
- Шаг навстречу (1975) — работница универсама (новелла «Всего за 30 копеек»)

## Семья
- Муж (с 1945 года) — Николай Александрович Боярский (10.12.1922—07.10.1988), актёр театра и кино; народный артист РСФСР (1977), участник Великой Отечественной войны.
  - Сын — Олег Штыкан (род. 18.11.1945).
  - Дочь — Екатерина Боярская, театровед, литератор, автор книги «Театральная династия Боярских».
    - Племянник — Александр Боярский (10.07.1938—08.09.1980), актёр театра и кино. Жена — Ольга Разумовская, актриса театра и кино.
      - Внучатая племянница — Эльга Боярская (род. 1977).

    - Племянник — Михаил Боярский (род. 26.12.1949), актёр, певец, музыкант; народный артист РСФСР (1990). Жена (с 1977 года) — Лариса Регинальдовна Луппиан (род. 26.01.1953), актриса театра и кино; народная артистка России (1999).
      - Внучатый племянник — Сергей Боярский (род. 24.01.1980), актёр театра и кино, депутат Государственной Думы от партии «Единая Россия» проголосовавший за повышение пенсионного возраста для  россиян, музыкант, бизнесмен. Жена (с 1998 года) — Екатерина Сергеевна Боярская (род. 28.11.1978).
        - Правнучка — Екатерина Боярская (род. 28.11.1998).
        - Правнучка — Александра Боярская (род. 27.05.2008).

      - Внучатая племянница — Елизавета Боярская (род. 20.12.1985), актриса, заслуженная артистка России (2018). Муж (с 2010 года) — Максим Матвеев (род. 28.07.1982), актёр, заслуженный артист РФ (2018).
        - Правнук — Андрей Боярский (род. 07.04.2012).

|                  |                  |                  |                  |                  |                  |  |  |                   |                   |                   |                   |                   |                   |  |  | Александр Боярский (1885—1937) | Александр Боярский (1885—1937) | Александр Боярский (1885—1937) | Александр Боярский (1885—1937) | Александр Боярский (1885—1937) | Александр Боярский (1885—1937) |  |  | Екатерина Бояновская (1887—1956) | Екатерина Бояновская (1887—1956) | Екатерина Бояновская (1887—1956) | Екатерина Бояновская (1887—1956) | Екатерина Бояновская (1887—1956) | Екатерина Бояновская (1887—1956) |  |  |                                |                                |                                |                                |                                |                                |  |  |                              |                              |                              |                              |                              |                              |
|                  |                  |                  |                  |                  |                  |  |  |                   |                   |                   |                   |                   |                   |  |  | Александр Боярский (1885—1937) | Александр Боярский (1885—1937) | Александр Боярский (1885—1937) | Александр Боярский (1885—1937) | Александр Боярский (1885—1937) | Александр Боярский (1885—1937) |  |  | Екатерина Бояновская (1887—1956) | Екатерина Бояновская (1887—1956) | Екатерина Бояновская (1887—1956) | Екатерина Бояновская (1887—1956) | Екатерина Бояновская (1887—1956) | Екатерина Бояновская (1887—1956) |  |  |                                |                                |                                |                                |                                |                                |  |  |                              |                              |                              |                              |                              |                              |
|                  |                  |                  |                  |                  |                  |  |  |                   |                   |                   |                   |                   |                   |  |  |                                |                                |                                |                                |                                |                                |  |  |                                  |                                  |                                  |                                  |                                  |                                  |  |  |                                |                                |                                |                                |                                |                                |  |  |                              |                              |                              |                              |                              |                              |
|                  |                  |                  |                  |                  |                  |  |  |                   |                   |                   |                   |                   |                   |  |  |                                |                                |                                |                                |                                |                                |  |  |                                  |                                  |                                  |                                  |                                  |                                  |  |  |                                |                                |                                |                                |                                |                                |  |  |                              |                              |                              |                              |                              |                              |
| Алексей Боярский | Алексей Боярский | Алексей Боярский | Алексей Боярский | Алексей Боярский | Алексей Боярский |  |  | Павел Боярский    | Павел Боярский    | Павел Боярский    | Павел Боярский    | Павел Боярский    | Павел Боярский    |  |  | Сергей Боярский (1916—1976)    | Сергей Боярский (1916—1976)    | Сергей Боярский (1916—1976)    | Сергей Боярский (1916—1976)    | Сергей Боярский (1916—1976)    | Сергей Боярский (1916—1976)    |  |  | Екатерина Мелентьева (1920—1992) | Екатерина Мелентьева (1920—1992) | Екатерина Мелентьева (1920—1992) | Екатерина Мелентьева (1920—1992) | Екатерина Мелентьева (1920—1992) | Екатерина Мелентьева (1920—1992) |  |  | Николай Боярский (1922—1988)   | Николай Боярский (1922—1988)   | Николай Боярский (1922—1988)   | Николай Боярский (1922—1988)   | Николай Боярский (1922—1988)   | Николай Боярский (1922—1988)   |  |  | Лидия Штыкан (1922—1982)     | Лидия Штыкан (1922—1982)     | Лидия Штыкан (1922—1982)     | Лидия Штыкан (1922—1982)     | Лидия Штыкан (1922—1982)     | Лидия Штыкан (1922—1982)     |
| Алексей Боярский | Алексей Боярский | Алексей Боярский | Алексей Боярский | Алексей Боярский | Алексей Боярский |  |  | Павел Боярский    | Павел Боярский    | Павел Боярский    | Павел Боярский    | Павел Боярский    | Павел Боярский    |  |  | Сергей Боярский (1916—1976)    | Сергей Боярский (1916—1976)    | Сергей Боярский (1916—1976)    | Сергей Боярский (1916—1976)    | Сергей Боярский (1916—1976)    | Сергей Боярский (1916—1976)    |  |  | Екатерина Мелентьева (1920—1992) | Екатерина Мелентьева (1920—1992) | Екатерина Мелентьева (1920—1992) | Екатерина Мелентьева (1920—1992) | Екатерина Мелентьева (1920—1992) | Екатерина Мелентьева (1920—1992) |  |  | Николай Боярский (1922—1988)   | Николай Боярский (1922—1988)   | Николай Боярский (1922—1988)   | Николай Боярский (1922—1988)   | Николай Боярский (1922—1988)   | Николай Боярский (1922—1988)   |  |  | Лидия Штыкан (1922—1982)     | Лидия Штыкан (1922—1982)     | Лидия Штыкан (1922—1982)     | Лидия Штыкан (1922—1982)     | Лидия Штыкан (1922—1982)     | Лидия Штыкан (1922—1982)     |
|                  |                  |                  |                  |                  |                  |  |  |                   |                   |                   |                   |                   |                   |  |  |                                |                                |                                |                                |                                |                                |  |  |                                  |                                  |                                  |                                  |                                  |                                  |  |  |                                |                                |                                |                                |                                |                                |  |  |                              |                              |                              |                              |                              |                              |
|                  |                  |                  |                  |                  |                  |  |  |                   |                   |                   |                   |                   |                   |  |  |                                |                                |                                |                                |                                |                                |  |  |                                  |                                  |                                  |                                  |                                  |                                  |  |  |                                |                                |                                |                                |                                |                                |  |  |                              |                              |                              |                              |                              |                              |
|                  |                  |                  |                  |                  |                  |  |  | Ольга Разумовская | Ольга Разумовская | Ольга Разумовская | Ольга Разумовская | Ольга Разумовская | Ольга Разумовская |  |  | Александр Боярский (1938—1980) | Александр Боярский (1938—1980) | Александр Боярский (1938—1980) | Александр Боярский (1938—1980) | Александр Боярский (1938—1980) | Александр Боярский (1938—1980) |  |  | Михаил Боярский (род. 1949)      | Михаил Боярский (род. 1949)      | Михаил Боярский (род. 1949)      | Михаил Боярский (род. 1949)      | Михаил Боярский (род. 1949)      | Михаил Боярский (род. 1949)      |  |  | Лариса Луппиан (род. 1953)     | Лариса Луппиан (род. 1953)     | Лариса Луппиан (род. 1953)     | Лариса Луппиан (род. 1953)     | Лариса Луппиан (род. 1953)     | Лариса Луппиан (род. 1953)     |  |  | Екатерина Боярская           | Екатерина Боярская           | Екатерина Боярская           | Екатерина Боярская           | Екатерина Боярская           | Екатерина Боярская           |
|                  |                  |                  |                  |                  |                  |  |  | Ольга Разумовская | Ольга Разумовская | Ольга Разумовская | Ольга Разумовская | Ольга Разумовская | Ольга Разумовская |  |  | Александр Боярский (1938—1980) | Александр Боярский (1938—1980) | Александр Боярский (1938—1980) | Александр Боярский (1938—1980) | Александр Боярский (1938—1980) | Александр Боярский (1938—1980) |  |  | Михаил Боярский (род. 1949)      | Михаил Боярский (род. 1949)      | Михаил Боярский (род. 1949)      | Михаил Боярский (род. 1949)      | Михаил Боярский (род. 1949)      | Михаил Боярский (род. 1949)      |  |  | Лариса Луппиан (род. 1953)     | Лариса Луппиан (род. 1953)     | Лариса Луппиан (род. 1953)     | Лариса Луппиан (род. 1953)     | Лариса Луппиан (род. 1953)     | Лариса Луппиан (род. 1953)     |  |  | Екатерина Боярская           | Екатерина Боярская           | Екатерина Боярская           | Екатерина Боярская           | Екатерина Боярская           | Екатерина Боярская           |
|                  |                  |                  |                  |                  |                  |  |  |                   |                   |                   |                   |                   |                   |  |  |                                |                                |                                |                                |                                |                                |  |  |                                  |                                  |                                  |                                  |                                  |                                  |  |  |                                |                                |                                |                                |                                |                                |  |  |                              |                              |                              |                              |                              |                              |
|                  |                  |                  |                  |                  |                  |  |  |                   |                   |                   |                   |                   |                   |  |  |                                |                                |                                |                                |                                |                                |  |  |                                  |                                  |                                  |                                  |                                  |                                  |  |  |                                |                                |                                |                                |                                |                                |  |  |                              |                              |                              |                              |                              |                              |
|                  |                  |                  |                  |                  |                  |  |  |                   |                   |                   |                   |                   |                   |  |  | Екатерина Боярская (род. 1978) | Екатерина Боярская (род. 1978) | Екатерина Боярская (род. 1978) | Екатерина Боярская (род. 1978) | Екатерина Боярская (род. 1978) | Екатерина Боярская (род. 1978) |  |  | Сергей Боярский (род. 1980)      | Сергей Боярский (род. 1980)      | Сергей Боярский (род. 1980)      | Сергей Боярский (род. 1980)      | Сергей Боярский (род. 1980)      | Сергей Боярский (род. 1980)      |  |  | Елизавета Боярская (род. 1985) | Елизавета Боярская (род. 1985) | Елизавета Боярская (род. 1985) | Елизавета Боярская (род. 1985) | Елизавета Боярская (род. 1985) | Елизавета Боярская (род. 1985) |  |  | Максим Матвеев (род. 1982)   | Максим Матвеев (род. 1982)   | Максим Матвеев (род. 1982)   | Максим Матвеев (род. 1982)   | Максим Матвеев (род. 1982)   | Максим Матвеев (род. 1982)   |
|                  |                  |                  |                  |                  |                  |  |  |                   |                   |                   |                   |                   |                   |  |  | Екатерина Боярская (род. 1978) | Екатерина Боярская (род. 1978) | Екатерина Боярская (род. 1978) | Екатерина Боярская (род. 1978) | Екатерина Боярская (род. 1978) | Екатерина Боярская (род. 1978) |  |  | Сергей Боярский (род. 1980)      | Сергей Боярский (род. 1980)      | Сергей Боярский (род. 1980)      | Сергей Боярский (род. 1980)      | Сергей Боярский (род. 1980)      | Сергей Боярский (род. 1980)      |  |  | Елизавета Боярская (род. 1985) | Елизавета Боярская (род. 1985) | Елизавета Боярская (род. 1985) | Елизавета Боярская (род. 1985) | Елизавета Боярская (род. 1985) | Елизавета Боярская (род. 1985) |  |  | Максим Матвеев (род. 1982)   | Максим Матвеев (род. 1982)   | Максим Матвеев (род. 1982)   | Максим Матвеев (род. 1982)   | Максим Матвеев (род. 1982)   | Максим Матвеев (род. 1982)   |
|                  |                  |                  |                  |                  |                  |  |  |                   |                   |                   |                   |                   |                   |  |  |                                |                                |                                |                                |                                |                                |  |  |                                  |                                  |                                  |                                  |                                  |                                  |  |  |                                |                                |                                |                                |                                |                                |  |  |                              |                              |                              |                              |                              |                              |
|                  |                  |                  |                  |                  |                  |  |  |                   |                   |                   |                   |                   |                   |  |  |                                |                                |                                |                                |                                |                                |  |  |                                  |                                  |                                  |                                  |                                  |                                  |  |  |                                |                                |                                |                                |                                |                                |  |  |                              |                              |                              |                              |                              |                              |
|                  |                  |                  |                  |                  |                  |  |  |                   |                   |                   |                   |                   |                   |  |  | Екатерина Боярская (род. 1998) | Екатерина Боярская (род. 1998) | Екатерина Боярская (род. 1998) | Екатерина Боярская (род. 1998) | Екатерина Боярская (род. 1998) | Екатерина Боярская (род. 1998) |  |  | Александра Боярская (род. 2008)  | Александра Боярская (род. 2008)  | Александра Боярская (род. 2008)  | Александра Боярская (род. 2008)  | Александра Боярская (род. 2008)  | Александра Боярская (род. 2008)  |  |  | Андрей Матвеев (род. 2012)     | Андрей Матвеев (род. 2012)     | Андрей Матвеев (род. 2012)     | Андрей Матвеев (род. 2012)     | Андрей Матвеев (род. 2012)     | Андрей Матвеев (род. 2012)     |  |  | Григорий Матвеев (род. 2018) | Григорий Матвеев (род. 2018) | Григорий Матвеев (род. 2018) | Григорий Матвеев (род. 2018) | Григорий Матвеев (род. 2018) | Григорий Матвеев (род. 2018) |